# Гінріх Шульдт
Гінріх Шульдт (нім. Hinrich Schuldt; нар. 14 січня 1901, Бланкенесе, Гамбург — пом. 15 березня 1944, біля Невеля, Псковська область) — німецький воєначальник часів Третього Рейху, бригадефюрер СС та генерал-майор військ СС (посмертно, 1944). Кавалер Лицарського хреста з дубовим листям та мечами (посмертно, 1944).

## Біографія
З 1922 року служив у рейхсмаріне. У 1928 році покинув флот, став викладачем і керівником військово-політичних курсів національної організації.
Член СС (№ 242 677). З 12 грудня 1933 року — командир третьої роти в «Лейбштандарт СС Адольф Гітлер». З весни 1938 року — командир першого батальйону штандарта (полку) СС «Дойчланд».
З початком Другої світової війни був командиром першого батальйону 3-го панцергренадерского полку СС, потім командир першого батальйону 4-го мотопіхотного полку СС. Учасник Польської і Французької кампаній. З 5 липня 1941 року — командир 4-го мотопіхотного полку «Остмарк» дивізії СС «Мертва голова». Полк було надано 17-й піхотній дивізії, в складі якої він брав участь в бойових діях на Східному фронті. Воював під Ленінградом, потім полк був переведений до Кракова, де увійшов до складу дивізії СС «Дас Райх». У грудні 1941 — березні 1942 року брав участь у важких оборонних боях під Юхновом і за шосе Юхнов-Вязьма, за цей час чисельність полку скоротилася з 3 тисяч до 180 осіб.
З 21 грудня 1942 по 15 березня 1943 року — командир 2-ї бригади СС «Шульдт» (інша назва — бойова група «Шульдт»), до складу якої входили 100-й авіапольовий батальйон «Герман Герінг», 1-й батальйон поліцейського полку, 7-й батальйон «Лейбштандарт СС Адольф Гітлер» і батальйон супроводу фюрера. Бригада діяла на південній ділянці радянсько-німецького фронту, тримала оборону на лінії Міллерово-Мєшков, стримуючи просування радянських військ в напрямку річки Донець. 1 січня 1943 року бригада була включена до складу 6-ї танкової дивізії, а 15 березня того ж року розформована.
1 вересня 1943 року призначений командиром 2-ї латиської добровольчої бригади СС (в січні 1944 вона була перетворена в 19-ю гренадерскую дивізію СС). За короткий час створив боєздатний підрозділ, який пізніше брав участь в обороні Волхова і в подальших важких ар'єргардних боях. Загинув в бою під Невелем. Його ім'ям був названий 43-й гренадерський полк військ СС.

## Сім'я
8 липня 1942 одружився в Гаазі з Ільзою Шреєр.

## Нагороди
- Німецький імперський спортивний знак в бронзі
- Знак Німецької асоціації порятунку життя в бронзі
- Рятувальна медаль (1933)
- Почесний кут старих бійців (лютий 1934)
- Спортивний знак СА
  - в бронзі (1 грудня 1937)
  - в золоті
- Йольський свічник (16 грудня 1935)
- Почесна шпага рейхсфюрера СС (1936)
- Німецький Олімпійський знак 2-го класу (1937)
- Кільце «Мертва голова» (1938)
- Медаль «У пам'ять 13 березня 1938 року»
- Медаль «У пам'ять 1 жовтня 1938»
- Залізний хрест
  - 2-го класу (24 жовтня 1939)
  - 1-го класу (жовтень 1941)
- Штурмовий піхотний знак в сріблі
- Нагрудний знак «За поранення» в сріблі
- Медаль «За вислугу років у СС» 4-го і 3-го ступеня (8 років)
- Медаль «За вислугу років у НСДАП» в бронзі (10 років)
- Лицарський хрест Залізного хреста з дубовим листям і мечами
  - Лицарський хрест (5 квітня 1942)
  - Дубове листя (№ 220; 2 квітня 1943)
  - Мечі (№ 56; 25 березня 1944 — посмертно)
- Медаль «За зимову кампанію на Сході 1941/42» (1942)
- Німецький хрест в золоті (21 квітня 1943)
- Відзначений у Вермахтберіхт (29 лютого 1944)

Військова кар'єра
- 1 квітня 1922 — кадет ВМС
- 1 квітня 1924 — фенріх ВМС
- квітень 1926 — обер-фенріх ВМС
- жовтень 1926 — лейтенант-цур-зее
- 1 лютого 1933 — СА-манн
- 12 грудня 1933 — СС-штурмфюрер
- березень 1935 — СС-гауптштурмфюрер
- 9 листопада 1938 — СС-штурмбанфюрер
- 1 вересня 1941 — СС-оберштурмбанфюрер
- 1 серпня 1942 — СС-штандартенфюрер
- 9 листопада 1943 — СС-оберфюрер
- 16 березня 1944 — СС-бригадефюрер та генерал-майор Ваффен-СС (посмертно)